# کووت (کانزاس)
کووت (به انگلیسی: Coats) شهری در ایالت کانزاس کشور ایالات متحده آمریکا است که جمعیت آن در سرشماری سال ۲۰۱۰ میلادی، ۸۳ نفر بوده‌است.